# Libro de los negros
El Libro de los negros es un documento histórico que registra los nombres y descripciones de tres mil Lealistas negros exiliados en la colonia británica de Nueva Escocia. Se trataba de esclavos afroamericanos de las Trece Colonias adheridos al bando Lealista durante la guerra de Independencia de los EE. UU. a cambio de su emancipación. 

## Historia
La llegada de los primeros esclavos africanos negros a Nueva Escocia data de la fundación de Port Royal (actual Annapolis Royal, Nueva Escocia) en 1605 durante la época de la Nueva Francia. Tras la expulsión de los acadianos franceses, los primeros colonos británicos de Louisbourg (Municipalidad Regional de Cabo Bretón) (1769) y Halifax (1749) también contaron con esclavos africanos negros.  
Sin embargo, la llegada del mayor número de afroamericanos de Nueva Escocia fue a consecuencia de la derrota británica en la guerra de Independencia de los Estados Unidos. Se trataba de Lealistas negros de las Trece Colonias que habían negociado su emancipación por la participación en la guerra en el bando Lealista. También hubo Lealistas negros exiliados en Londres o en la colonia de Jamaica. 
A principios del siglo XIX más de mil antiguos Lealistas negros, junto a quinientos maroons de Jamaica, fueron reubicados en la colonia de Sierra Leona (actual Sierra Leona). Se establecieron en   Freetown, bajo los auspicios de la Compañía de Sierra Leona. Fueron el origen de los criollos de Sierra Leona.

## Contenido
Realizado en 1783, este documento de 150 páginas es el único en el que se registró a americanos negros de forma detallada.
Los Lealistas negros fueron registrados en el Libro de los negros. Fueron reubicados en poblaciones de nueva fundación como Birchtown (Shelburne County) y otros lugares en la colonia de Nueva Escocia. El imperio británico se negó a la repatriación a EE. UU. de quienes habían sido esclavos en época británica, tal y como establecía el Tratado de París (1783). El registro fue creado para documentar los hombres liberados que los británicos asentaron en Nueva Escocia, junto con otros Lealistas. Fue creado por Samuel Birch, que le dio el homónimo de Birchtown, Nueva Escocia, bajo la dirección de 1.er Barón de Dorchester. 
Entre las personas registradas en el Libro de los negros cabe destacar Boston King, Henry Washington, Moses Wilkinson y Cato Perkins. Como el Libro de los negros fue escrito por separado por oficiales estadounidenses y británicos, hay dos versiones del documento. La versión británica se encuentra en los Archivos Nacionales de Kew, Londres. La versión americana está en los Archivos Nacionales y Administración en Washington D. C. Se publicó bajo el título El Directorio de Lealistas Negros: los afroamericanos en el Exilio. Después de la revolución americana (1996). Fue editado por Graham Russell Hodges, Susan Hawkes Cook, y Alan Edward Brown.

## ElLibro de Negrosen la cultura popular
El novelista canadiense Lawrence Hill escribió El libro de los negros (2007, publicado en los Estados Unidos como Alguien sabe mi nombre). Se inspira en los afroamericanos que fueron reasentados en la colonia de Nueva Escocia, y en los que más tarde eligieron ir a la de Sierra Leona, donde crearon una colonia de hombres libres en África. Cuenta la historia de Aminata, una mujer joven negra nacida en África y capturada cuando niña; ella sabe leer y escribir y actúa como escriba para registrar la información sobre los antiguos esclavos. Los que fundaron Sierra Leona han sido descritos como colonos que "trajeron América a África". El libro ganó el premio de la Commonwealth Writers de 2008.
El director canadiense Clement Virgo ha adaptado el libro en una miniserie de televisión de seis horas con el mismo título. La serie se estrenó en la CBC en Canadá, el 7 de enero de 2015 y en BET en los Estados Unidos, el 16 de febrero de 2015. Fue protagonizada por Aunjanue Ellis, Lyriq Bent, Cuba Gooding Jr. y Louis Gossett Jr..